# Clube de Futebol Estrela da Amadora
El Clube de Futebol Estrela da Amadora (pron. IPA: [(ɨ)ʃ'tɾelɐ dɐ ɐmɐ'doɾɐ]), sovint anomenat Estrela, és un club esportiu portuguès (destacat en futbol) de la ciutat d'Amadora, al nord-oest de Lisboa.

## Història
Fundat el 1932, actualment és el tercer club de l'Associació de Futbol de Lisboa. Actualment (2008) disputa la seva catorzena temporada a la màxima divisió portuguesa. El seu èxit més important fou la copa portuguesa del 1990. A la lliga la seva millor classificació fou una setena posició el 1997/98.

## Jugadors destacats
- Paulo Bento
- Abel Xavier
- Miguel
- Jorge Andrade
- Nélson
- Tiago Gomes
- Mendonça
- Maxi Estévez
- Fernando
- Tomislav Ivkovic
- Moses Sakyi
- Leonson Lewis
- Luis Aguiar

## Palmarès
- Liga de Honra-Segona divisió (1): 1993
- Copa portuguesa de futbol (1): 1990